# Sinar Ogan (Tanjung Bintang)
Sinar Ogan is een bestuurslaag in het regentschap Lampung Selatan van de provincie Lampung, Indonesië. Sinar Ogan telt 1748 inwoners (volkstelling 2010).